# Marcos Winocur
Marcos Winocur (Córdoba, Argentina, 1932) es un escritor y académico argentino. Es doctor en Historia por la École Pratique des Hautes Études de la Universidad de la Sorbonne y trabaja como profesor e investigador en el Instituto de Ciencias Sociales y Humanidades de la Benemérita Universidad Autónoma de Puebla, en Puebla, México.  Alumno de Fernand Braudel, Pierre Vilar y Ruggiero Romano, es reconocido por sus publicaciones sobre la Revolución cubana, el populismo en América Latina y el comunismo.

## Obra
En Las clases olvidadas en la Revolución cubana, Winocur documentó el papel que tuvo la burguesía azucarera durante la Revolución cubana para acelerar el desplazamiento de Fulgencio Batista, así como el rol que jugaron la clase obrera y las masas rurales durante la época, centrándose en los antecedentes históricos que dieron forma a la revolución en 1959.

## Publicaciones
- Cuba a la hora de América (1963)
- Las clases olvidadas en la Revolución cubana (Estudios y ensayos; 43) (1978)
- Historia social de la Revolución cubana (1952-1959): Las clases olvidadas en el análisis histórico (1979)
- Mucho de nada, poquito de todo (2014)